# نصف‌النهار خون
نصف النهار خون یا سرخی غروب در غرب رمانی مهیج از نویسنده آمریکایی کورمک مک‌کارتی است که در سال ۱۹۸۵ منتشر شد که در ژانر وسترن یا گاهی ضد وسترن طبقه‌بندی می‌شود و پنجمین کتاب مک‌کارتی است که توسط رندوم هاوس منتشر شد.
رمان سرگذشت قهرمان بی نامی را روایت می‌کند که تا آخر قصه اسمی ندارد و خواننده او را به عنوان پسر (و در انتهای داستان به اسم مرد) می شناسد. پسر عضوی از دار و دسته واقعی جان گلانتون می‌شود، گروهانی خشن از مزدوران آمریکایی که برای فرمانداران ایالات شمالی مکزیک کار می کنند و سرخپوست های مخالف آنان را می کشند و برای اثبات کارشان پوست کله سرخپوست ها را به عنوان مدرک همراه خود می آورند.
داستان سرشار از خشونت است و مثل تمام آثار ناتورالیستی مملو از توصیف جزئیات محیط پیرامون قهرمانان می باشد . نقش منفی روایت داستان حول محور قاضی هولدن می‌چرخد، یک دانشمند جانی با بیش از دو متر قد و هیکلی عظیم که حتی یک مو هم بر آن نروییده است. او پیشوای معنوی گروهان خود و در تمامی علوم و مهارتها سرآمد روزگار است و با سخنرانی های حکیمانه خود فلسفه مرگ و زندگی را برای همقطارانش توصیف می‌کند.
اگرچه این رمان در ابتدا با استقبال اندک منتقدان مواجه شد، اما رفته رفته مورد تحسین قرار گرفت و به عنوان اثر بزرگ مک کارتی و یکی از بزرگ‌ترین رمان‌های آمریکایی در تمام دوران شناخته شد. برخی آن را رمان بزرگ آمریکایی نامیده‌اند.
این رمان در ایران توسط نشر چشمه با ترجمه مجید یزدانی منتشر و تا کنون هفت بار تجدید چاپ شده است.

## خلاصه داستان
این رمان داستان یک نوجوان فراری را روایت می‌کند که تنها با نام «کودک» شناخته می‌شود و در جریان بارش شهابی معروف لئونید در سال ۱۸۳۳ در تنسی به دنیا آمد. او برای اولین بار با قاضی هولدن رنگ پریده و عظیم الجثه در یک احیای مذهبی در چادری در ناکودوچز تگزاس ملاقات می‌کند که در آن هولدن به دروغ واعظ را به تجاوز به کودکان و بزها متهم می‌کند و تماشاگران را برای حمله به او تحریک می‌کند.
پس از برخورد خشونت‌آمیز با یک متصدی بار که کودک را به عنوان یک جنگجوی مهیب معرفی می‌کند، او به گروهی از نیروهای غیرمجاز ارتش ایالات متحده می‌پیوندد که در یک مأموریت جنگی به رهبری یک کاپیتان وایت هستند . گروه وایت توسط یک گروه متشکل از صدها جنگجوی کومانچی غافلگیر و نابود می‌شود و تعداد کمی از آنها زنده می‌مانند. این بچه که در چیهواهوا دستگیر می‌شود، زمانی که آشنایش تادوین به مقامات می‌گوید که شکارچیان بومیان آمریکای مفیدی خواهند بود ، آزاد می‌شود. آنها به گلانتون و باندش، از جمله هولدن، می‌پیوندند و بخش عمده‌ای از رمان به جزئیات فعالیت‌ها و گفتگوهای آنها اختصاص دارد. اگرچه در ابتدا وظیفه محافظت از مردم محلی در برابر غارت آپاچی‌ها را بر عهده داشتند، اما باند به قتل مستقیم سرخپوستان بی خطر، دهکده‌های محافظت نشده مکزیکی و در نهایت حتی ارتش مکزیک و هرکس دیگری که از مسیر آنها عبور می‌کند، می‌پردازد.
به گفته همراه جدید این بچه، بن توبین، یک «کشیش سابق»، باند گلانتون برای اولین بار با قاضی هولدن را وقتی ملاقات کرد که برای نجات جان خود از یک گروه آپاچی بسیار بزرگتر فرار می‌کردند. در وسط یک صحرای نفرین شده ، هولدن را دیدند که روی تخته سنگی عظیم نشسته بود، جوری  که به نظر می‌رسید در انتظار گروه است. آنها موافقت کردند که از رهبری او پیروی کنند، و او آنها را به آتشفشان خاموشی برد و در آنجا به آنها آموزش داد که چگونه باروت تولید کنند، به اندازه ای که به آنها برتری در برابر آپاچی‌ها بدهد. وقتی بچه به یاد می‌آورد که هولدن را در ناکودوچز دیده‌است، توبین به بچه می‌گوید که هر یک از افراد باند ادعا می‌کنند که قبل از پیوستن به باند گلانتون در مقطعی با قاضی ملاقات کرده‌اند.
پس از ماه‌ها غارت، این باند وارد خاک ایالات متحده می‌شود، جایی که در نهایت یک عملیات سرقت سیستماتیک و وحشیانه را در یک کشتی در رودخانه کلرادو در یوما، آریزونا راه‌اندازی کردند. در ابتدا به هندی‌های محلی یوما (کوچان) نزدیک می‌شوند تا به باند کمک کنند تا کنترل کشتی را از دست صاحبان اصلی آن خارج کنند، اما باند گلانتون به آنها خیانت کرده و آنها را سلاخی می‌کند. پس از مدتی یوماها حمله می‌کنند و بیشتر اعضای باند را می‌کشند. بچه، تادوین و توبین از جمله بازماندگانی هستند که به صحرا فرار می‌کنند، اگرچه بچه تیری به پایش اصبت می کند . بچه و توبین به سمت غرب می‌روند و با هولدن روبرو می‌شوند که ابتدا مذاکره می‌کند و سپس آنها را برای اسلحه و دارایی‌هایشان تهدید می‌کند. هولدن به گردن توبین شلیک می‌کند و جفت زخمی در کنار نهر بیابانی در میان استخوان‌ها پنهان می‌شوند. توبین مکرراً از بچه ترغیب می‌کند که به سمت هولدن شلیک کند. بچه این کار را می‌کند، اما گلوله اش به هدف نمی خورد .
بازماندگان به سفر خود ادامه می‌دهند و به سن دیگو می رسند . بچه از توبین جدا می‌شود و متعاقباً زندانی می‌شود. هولدن از بچه در زندان دیدن می‌کند و به او می‌گوید که "حقیقت" را به زندانبان‌ها گفته‌است: این بچه به تنهایی مسئول پایان باند گلانتون بوده‌است. این بچه با تشخیص آزاد می‌شود و برای درمان زخمش به دنبال پزشک می‌رود. در حالی که از "تواهمات اتر " بهبود می‌یابد، قاضی را به همراه مرد کنجکاویی که سکه‌های جعل می‌کند، ملاقات می‌کند. بچه بهبود می‌یابد و بدون موفقیت به دنبال توبین می‌گردد  . او راهی لس آنجلس می‌شود، جایی که تادوین و یکی دیگر از اعضای باند گلانتون، دیوید براون، به دلیل جنایات خود به دار آویخته می‌شوند.
در سال ۱۸۷۸، این بچه که اکنون در اواسط ۴۰ سالگی خود قرار دارد و به او «مرد» می‌گویند، راهی فورت گریفین، تگزاس می‌شود. او در سالنی با قاضی ملاقات می‌کند که به نظر می‌رسد در این سال‌ها پیر نشده‌است. هولدن بچه را «آخرین حقیقت» می‌نامد و جفت با هم صحبت می‌کنند. هولدن اعلام می‌کند که بچه برای «رقص» به سالن آمده‌است - رقص خشونت، جنگ، و خونریزی که قاضی اغلب آن را ستایش کرده بود. بچه با عقاید هولدن مخالفت می‌کند و به قاضی می‌گوید: «تو هیچی نیستی» و با توجه به خرس اجراکننده در سالن، می‌گوید «حتی یک حیوان گنگ هم می‌تواند برقصد». پس از آن، بچه زیر یک بارش شهابی دیگر به بیرون خانه می‌رود. در خانه، او از قاضی برهنه شگفت زده می‌شود، که «او را در آغوش خود در برابر گوشت عظیم و وحشتناک خود جمع کرد.» بعداً، دو مرد در خانه را باز می‌کنند و فقط می‌توانند با وحشت به آنچه می‌بینند نگاه کنند، یکی از آنها می‌گوید «خداوند متعال». پاراگراف آخر قاضی را در سالن می‌بیند، در حال رقصیدن و کمانچه زدن در میان مستها و فاحشه‌ها و می‌گوید که او هرگز نخواهد مرد. سرنوشت این بچه اعلام نشده‌است.
در پایان، مردی در حال ایجاد خطوط سوراخ در سراسر دشت، شاید برای ستون‌های حصار است. مرد در هر یک از سوراخ‌ها آتش می‌زند و مجموعه ای از افراد سرگردان پشت سر او رد می‌شوند.

## شخصیت‌ها

### شخصیت‌های اصلی
- بچه: قهرمان رمان ضدقهرمان یا شبه قهرمان داستان،[۳] بچه تنسی بی سواد است که مادرش هنگام زایمان فوت کرده‌است. در چهارده سالگی از پدرش به تگزاس می‌گریزد. گفته می‌شود که او تمایل به خشونت دارد و در تمام مدت درگیر اقدامات شرورانه است. او حرفه‌های ذاتاً خشونت‌آمیز را در پیش می‌گیرد، به‌ویژه توسط مجرمان خشن از جمله کاپیتان وایت، و بعداً توسط گلانتون و گروهش استخدام می‌شود، و بدین ترتیب آزادی از زندانی در چی‌هواهوا، مکزیک را تضمین می‌کند. این بچه در بسیاری از جنایات شکار پوست سر گروه گلانتون شرکت می‌کند، اما به تدریج یک فیبر اخلاقی نشان می‌دهد که در نهایت او را در تضاد با قاضی قرار می‌دهد. "بچه" بعداً به عنوان یک بزرگسال به عنوان " مرد " شناخته می‌شود.
- قاضی هولدن یا "قاضی": مردی بزرگ، رنگ پریده و بی مو که اغلب تقریباً افسانه ای یا ماوراء طبیعی به نظر می‌رسد. او چند زبانی و چند زبانی و ممتحن و ثبت کننده دقیق دنیای طبیعت است. او به شدت خشن و منحرف است. گفته می‌شود که او با گروه گلانتون همراهی می‌کرد، زیرا آنها او را در حالی که تنها روی صخره‌ای در وسط بیابان نشسته بودند، یافتند و او آنها را از تعقیب آپاچی‌ها نجات داد. اشاره می‌شود که او و گلانتون به نوعی پیمان دارند. او به تدریج پس از انحلال باند گلانتون به آنتاگونیست بچه تبدیل می‌شود و گهگاه با بچه ملاقات‌های کوتاهی دارد. برخلاف بقیه اعضای گروه، هولدن از نظر اجتماعی اصلاح شده و به طرز قابل توجهی تحصیل کرده‌است. با این حال، او جهان را در نهایت خشونت‌گرا، سرنوشت‌ساز، و در معرض چرخه‌ای بی‌پایان از فتح خونین می‌داند، با طبیعت و خودمختاری انسانی که با اراده به خشونت تعریف شده‌است. او در نهایت ادعا می‌کند که "جنگ خداست." او تا حدودی بر اساس شخصیت تاریخی قاضی هولدن ساخته شده‌است.
- جان جوئل گلانتون، یا به سادگی گلانتون: رهبر آمریکایی، یا "کاپیتان" باندی از شکارچیان سر که هندی‌ها و غیرنظامیان و نظامیان مکزیکی را به قتل می‌رسانند. تاریخچه و ظاهر او مشخص نیست جز اینکه او از نظر جسمی کوچک با موهای مشکی است و زن و فرزندی در تگزاس دارد. او یک استراتژیست باهوش است. آخرین اقدام بزرگ او کنترل یک کشتی سودآور رودخانه کلرادو است که در نهایت منجر به کمین سرخپوستان یوما می‌شود که در آن او کشته می‌شود. او تا حدودی بر اساس شخصیت تاریخی جان جوئل گلنتون ساخته شده‌است.
- لویی تادوین: یک قانون‌شکن باتجربه که بچه با او دعوا می‌کند و سپس هتلی را به آتش می‌کشد. Toadvine گوش ندارد و پیشانی او با حروف H و T (دزد اسب) و F علامت گذاری شده‌است. او به‌طور غیرمنتظره ای به عنوان هم سلولی بچه در زندان چیهواهوا ظاهر می‌شود. از اینجا او به طرزی دروغین دربارهٔ آزادی خود و بچه و یکی دیگر از زندانیان در باند گلانتون مذاکره می‌کند. توادواین به اندازه برخی از باندها فاسد نیست، اما با این وجود یک جنایتکار خشن است. او در کنار دیوید براون در لس آنجلس به دار آویخته شد.
- بن توبین، "کشیش" یا "کشیش سابق": یکی از اعضای باند و قبلاً تازه‌کار انجمن عیسی مسیح. توبین عمیقاً مذهبی است. او ظاهراً با بچه رابطه دوستی دارد و از قاضی و فلسفه او بیزار است. او و قاضی کم‌کم به دشمنان بزرگ معنوی تبدیل می‌شوند. او از قتل‌عام یوما باند گلانتون جان سالم به در می‌برد، اما توسط قاضی به گردنش شلیک می‌شود. در سن دیگو با بچه او به دنبال یک دکتر می‌رود اما چیزی بیشتر از او شناخته شده نیست.

### دیگر شخصیت‌های تکراری
- کاپیتان وایت یا "کاپیتان": یک سرباز حرفه ای سابق و برتری طلب آمریکایی که معتقد است مکزیک یک کشور بی قانون است که قرار است توسط ایالات متحده فتح شود. کاپیتان وایت همراه با "بچه" که اخیراً استخدام شده‌است، یک گروه متشکل از شبه نظامیان را به مکزیک هدایت می‌کند. پس از هفته‌ها سفر در صحرای خشن مکزیک، شرکت در کمین یک حزب جنگی کومانچی قرار می‌گیرد. کاپیتان وایت با چند "افسر" فرار می‌کند، اما در نهایت دستگیر می‌شود، سر بریده می‌شود و متعاقباً سرش "ترشی" می‌شود.
- دیوید براون: یکی از اعضای باندی که گردنبندی از گوش انسان می‌بندد. او در سن دیگو دستگیر می‌شود و به نظر می‌رسد گلانتون به ویژه نگران آزادی او باشد. او آزادی خود را به ارمغان می‌آورد اما قبل از قتل‌عام یوما به باند بازنمی‌گردد. او با توادوین در لس آنجلس به دار آویخته شد.
- جان جکسون: «جان جکسون» نامی است که دو مرد در باند گلنتون مشترکند. – یکی سیاه و یکی سفید – که از یکدیگر متنفرند و تنش‌هایشان در حضور یکدیگر زیاد می‌شود. پس از تلاش برای بیرون راندن جکسون سیاه‌پوست از یک آتش‌سوزی با تهدید خشونت، سر «وایت جکسون» بریده می‌شود. "بلک جکسون" نقشی جدایی ناپذیر در این باند بر عهده می‌گیرد. در حالی که هنوز با توهین‌های متعددی از او یاد می‌شود، جکسون به‌عنوان بخشی از یک «جسد» در نظر گرفته می‌شود که نمی‌توان هیچ بخشی از آن را کشته یا تجاوز کرد، زیرا قاضی هولدن پس از رویارویی در یک گردنه کوهستانی تمام تلاش خود را می‌کند تا او را نجات دهد.

## تم‌ها

### خشونت
خطا: هیچ متنی برای گفتاورد وارد نشده است (or equals sign used in the actual argument to an unnamed parameter)

The Old Hermit, pg. 19
یک موضوع اصلی، ماهیت جنگجویانه انسان است. منتقد هارولد بلوم Blood Meridian را به عنوان یکی از بهترین رمان‌های آمریکایی قرن بیستم، "شایسته موبی دیک هرمان ملویل " 2] ستود، اما اعتراف کرد که "دو تلاش اول او برای خواندن از طریق Blood Meridian شکست خورد، زیرا [او] از قتل عام طاقت فرسا به خود پرهیز کرد». کرین جیمز استدلال می‌کرد که خشونت رمان «سیلی به صورت» خوانندگان مدرنی است که از بی‌رحمی جدا شده‌اند. ترنس مورگان تصور می‌کرد که تأثیر خشونت در ابتدا تکان‌دهنده بود، اما سپس تا زمانی که خواننده از حساسیت خارج شد، کاهش یافت. بیلی جی استراتون مدعی است که وحشیگری مکانیسم اولیه ای است که مک کارتی از طریق آن باینری‌ها را به چالش می‌کشد و برنامه تجدیدنظرطلبانه خود را ترویج می‌کند. لیلی استدلال می‌کند که بسیاری از منتقدان با این واقعیت که مک کارتی از خشونت برای تصمیم‌گیری‌های نمادین توسط هیئت منصفه استفاده نمی‌کند، دست و پنجه نرم می‌کنند. . . در آثار مک کارتی، خشونت فقط همین است. نشانه یا نماد چیز دیگری نیست.» برخی دیگر خاطرنشان کرده‌اند که مک کارتی شخصیت‌ها را با هر پیشینه ای شیطانی نشان می‌دهد، برخلاف «نظریه‌های تجدیدنظرطلبانه معاصر که مردان سفیدپوست را شرور و سرخپوستان را قربانی می‌کند».

### نقل قول ها

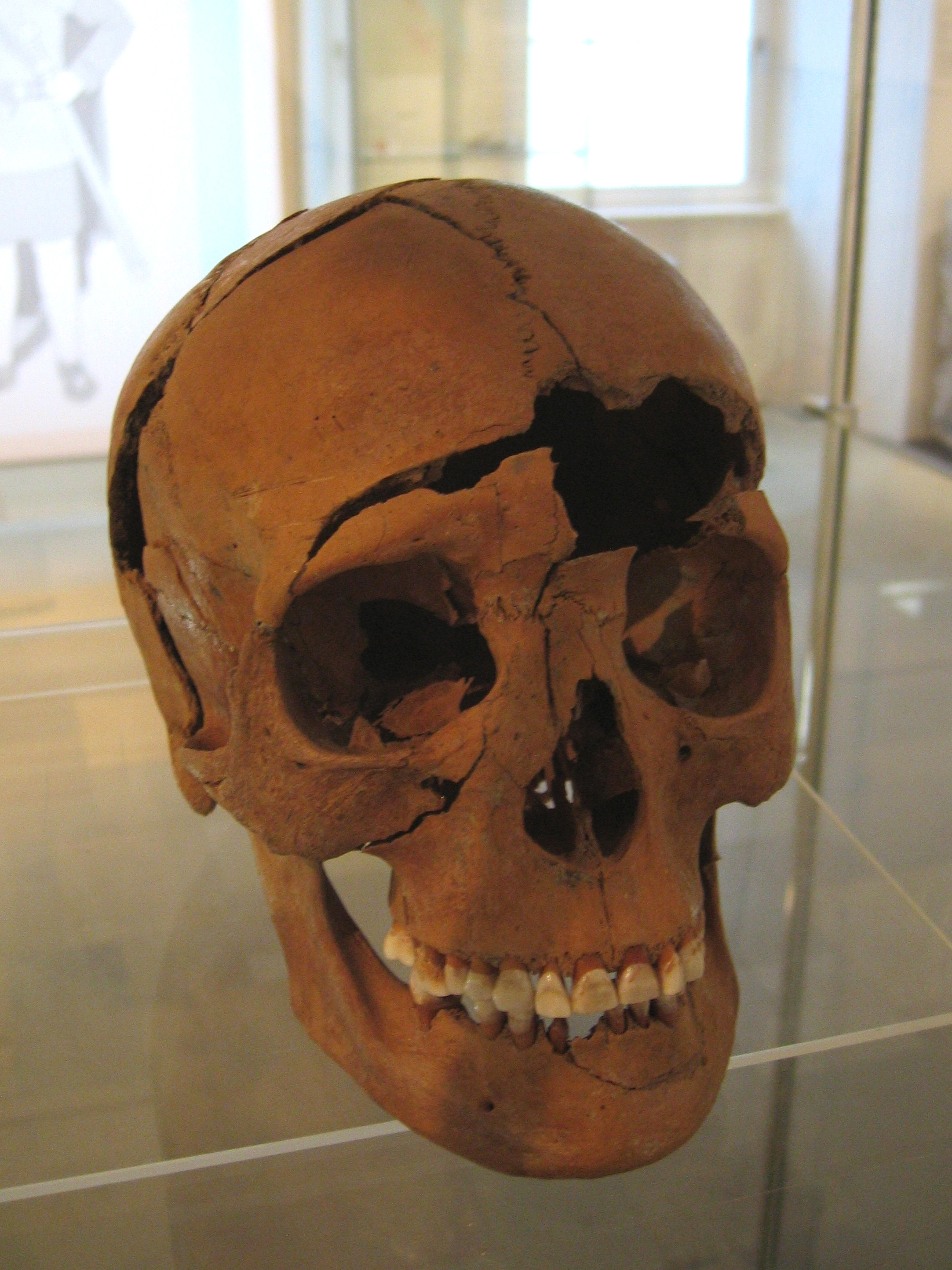
یکی از نقل قول ها از یک جمجمه بدون پوست سر باستانی سخن می گوید.

کتاب با سه نقل قول شروع می شود : نقل قول‌هایی از نویسنده فرانسوی پل والری، عارف مسیحی آلمانی یاکوب بوهمه، و یک بریده خبری در سال ۱۹۸۲ از یوما سان که ادعای اعضای یک کاوش باستان‌شناسی در اتیوپی را گزارش می‌دهد که به نظر می‌رسد یک جمجمه فسیل شده سیصد هزار ساله با پوست سر کنده شده پیدا شده است . در مورد معنای کتیبه‌ها، DH Evans می‌نویسد که
همان‌طور که کتیبه سوم مک‌کارتی نشان می‌دهد، گرفتن پوست سر از قدمتی عمیق برخوردار است که شاید با آغاز گونه‌های انسان خردمند همخوانی داشته باشد.

### پایان
روایت با ابهام مربوط به وضعیت نهایی بچه یا مرد بسته می‌شود. از آنجایی که کتاب خشونت را با جزئیات صریح به تصویر می‌کشد، این تصویر کنایه‌ای موجب اظهار نظر شده‌است.
با توجه به سابقه قاضی و سایر جزئیات موجود در متن، احتمالاً قاضی قبل از کشتن مرد به او تجاوز کرده‌است. از طرف دیگر، شاید نکته این است که خوانندگان هرگز نمی‌توانند بدانند.

### دین

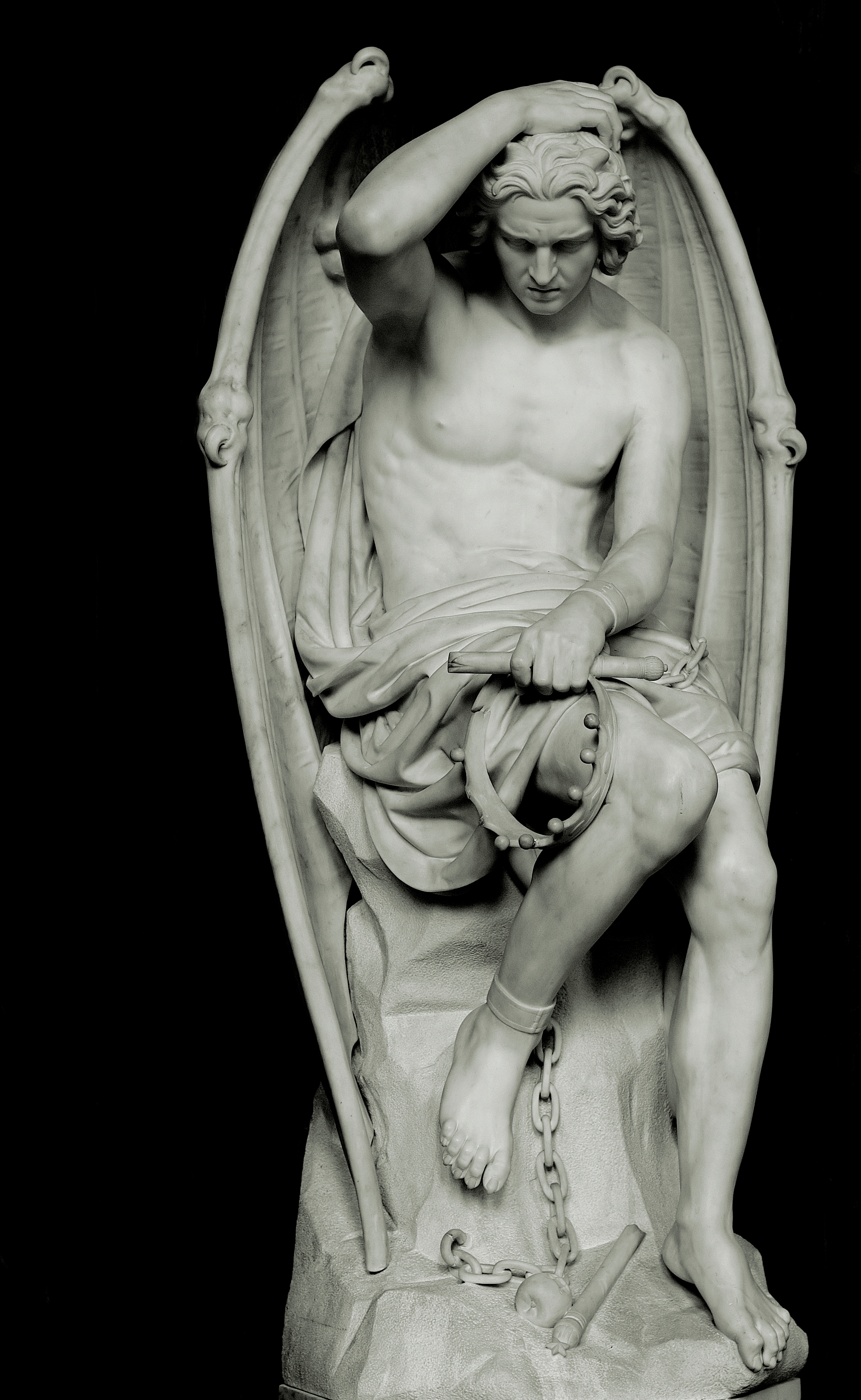
نابغه شیطان، مجسمه ای که لوسیفر را به تصویر می‌کشد

#### جهنم
دیوید ون استدلال می‌کند که موقعیت جنوب غربی آمریکا که گروه گانگ از آن عبور می‌کند، نماینده جهنم است. وان ادعا می‌کند که لگد زدن قاضی به سر کنایه از اقدام مشابه دانته در دوزخ است.

#### عرفان
دومین کتیبه از سه کتبیه‌ای که رمان را معرفی می‌کند، برگرفته از عارف «عرفانی» یاکوب بوهم، بحث‌های مختلفی را برانگیخته است. نقل قول از بوهم این است:
نباید تصور کرد که زندگی تاریکی در بدبختی فرورفته و گویی در اندوه گم شده‌است. هیچ غم و اندوهی وجود ندارد؛ زیرا اندوه چیزی است که در مرگ فرومی‌رود و مرگ و مردن حیات تاریکی است.
هیچ نتیجه خاصی در مورد تفسیر و ارتباط آن با رمان حاصل نشده‌است. منتقدان موافق هستند که عناصر گنوسی در نصف النهار خون وجود دارد، اما آنها در معنای دقیق و معنای دقیق آن عناصر اختلاف نظر دارند.
لئو داگرتی استدلال می‌کند که «اندیشه گنوسی در نصف النهار خون کورمک مک‌کارتی مرکزی است»، (دختر، ۱۲۲) به‌ویژه شاخه گنوسی ایرانی - زرتشتی - مانوی. او این رمان را به‌عنوان «هم‌پیوستگی نادر «ایدئولوژی» گنوسی با «تأثیر» تراژدی هلنی توصیف می‌کند که نشان می‌دهد چگونه قدرت در ساختن و محو فرهنگ عمل می‌کند، و شرایط انسانی زمانی که یک فرد با آن مخالفت می‌کند چگونه است. قدرت و از آنجا با سرنوشت آشنا می‌شود." داگرتی هولدن را به عنوان یک آرخون و بچه را به عنوان یک «پنوما شکست خورده» می‌بیند. او می‌گوید که بچه احساس می‌کند «جرقه ای از بیگانه الهی.»
داگرتی همچنین ادعا می‌کند که خشونت رمان را می‌توان از طریق دریچه گنوسی به بهترین شکل درک کرد. " شیطان " همان‌طور که توسط گنوسی‌ها تعریف می‌شود، حضوری بسیار گسترده‌تر و فراگیرتر از شیطان نسبتاً رام و "اهل شده" مسیحیت در زندگی بشر بود. همان‌طور که داگرتی می‌نویسد: «برای [گنوسی‌ها]، شر به سادگی هر چیزی بود که هست، به استثنای تکه‌هایی از روح که در اینجا زندانی شده‌است. و آنچه دیدند همان است که ما در عالم مریدین خون می‌بینیم.»
با این حال، بارکلی اونز استدلال می‌کند که در حالی که بدون شک ویژگی‌های گنوسی در رمان وجود دارد، استدلال‌های داگرتی «در نهایت ناموفق هستند»، زیرا داگرتی نمی‌تواند به اندازه کافی خشونت فراگیر را مورد توجه قرار دهد و به این دلیل که خوبی کودک را بیش از حد بیان می‌کند.

#### تئودیسه
داگلاس کانفیلد ادعا می‌کند که تئودیسه موضوع اصلی فیلم نصف النهار خون است. جیمز وود موضع مشابهی گرفت و موضوع توجیه کلی خوبی متافیزیکی در حضور شر را به عنوان موضوعی تکرارشونده در رمان تشخیص داد. کریس داکوس ترجیح خود را برای بحث دربارهٔ مضمون تئودیسه در عبارات آخرت شناختی آن در مقایسه با صحنه الهیات آخرین داوری بیان کرد. این ترجیح برای خواندن تئودیسه به عنوان یک موضوع آخرالزمانی توسط هارولد بلوم در عبارت تکراری خود مبنی بر اشاره به رمان به عنوان «رمان آخرالزمانی معتبر» تأیید شد.

## زمینه

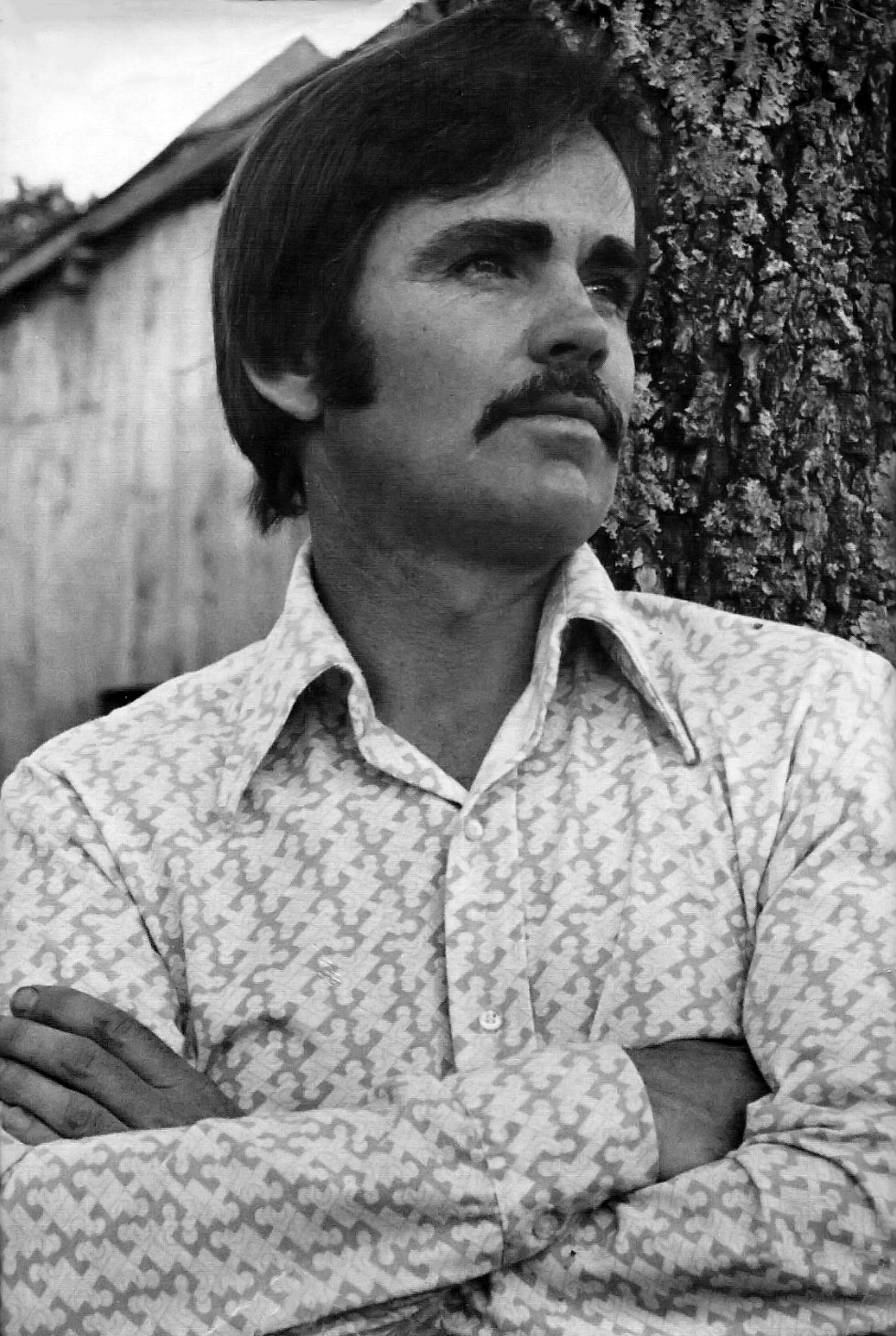
کورمک مک‌کارتی در سال ۱۹۷۳

مک‌کارتی نوشتن نصف النهار خون را در اواسط دهه ۱۹۷۰ آغاز کرد. در نامه ای که در حدود سال ۱۹۷۹ ارسال شد، او گفت که شش ماه است که به دلیل ناامیدی به نصف النهار خون دست نزده‌است. با این وجود، بخش‌های مهمی از کتاب پایانی یکجا نوشته شد، «از جمله گذرگاه شگفت‌انگیز «لژیون وحشتناک»».
لژیونی از هولناک‌ها، صدها نفر، نیمه برهنه یا پوشیده در لباس‌های زیر شیروانی یا کتاب مقدس یا کمد لباس بیرون از رؤیای تب دار با پوست حیوانات و پارچه‌های ابریشمی [...].
کورمک مک‌کارتی، مریدین خون، چهارم.
مک‌کارتی روی این رمان کار کرد در حالی که با پول کمک مالی خود در سال ۱۹۸۱ از یاران مک آرتور زندگی می‌کرد. این اولین تلاش او برای ساخت وسترن و اولین رمانش در جنوب غربی ایالات متحده بود که تغییری نسبت به تنظیمات آپالاچی آثار قبلی او بود.
در سال ۱۹۷۴ مک‌کارتی از زادگاهش تنسی به ال پاسو، تگزاس نقل مکان کرد تا خود را در فرهنگ و جغرافیای جنوب غربی آمریکا غرق کند. او اسپانیایی را به خود آموخت که بسیاری از شخصیت‌های نصف النهار خون به آن صحبت می‌کنند. مک‌کارتی برای نوشتن این کتاب تحقیقات قابل توجهی انجام داد. منتقدان بارها نشان داده‌اند که حتی قسمت‌های کوتاه و به ظاهر بی‌اهمیت نصف النهار خون بر شواهد تاریخی تکیه می‌کنند. این کتاب به عنوان «به همان اندازه که رمان‌ها معمولاً به تاریخ نزدیک هستند» توصیف شده‌است.
بخش‌های باند گلنتون بر اساس روایت ساموئل چمبرلین از این گروه در کتاب خاطراتش اعتراف من: خاطرات یک سرکش است. چمبرلین بین سال‌های ۱۸۴۹ تا ۱۸۵۰ با جان جوئل گلنتون و شرکتش سوار شد. قاضی هولدن در گزارش چمبرلین شرح داده شده‌است اما در غیر این صورت ناشناخته است. چمبرلین می‌نویسد:
«نفر دوم که اکنون مسئول اردوگاه باقی مانده‌است، مردی با جثه بزرگ بود که به نام هولدن شادی می‌کرد، به نام قاضی هولدن از تگزاس. کسی نمی‌دانست که او چه کسی بود، مگر یک شرور خونسردتر. او هرگز در مقرنس خود ایستاده بود، هیکلی بزرگ و گوشتی داشت، چهره ای کسل کننده و پیه رنگ، فاقد مو و تمام حالت، همیشه خونسرد و خونسرد بود. چشمان گراز مانند با وحشیگری عبوس می‌درخشید که ارزش چهره یک شیطان را دارد… داستان‌های وحشتناکی در اردوگاه جنایات هولناکی که او با نام دیگری در کشور چروکی در تگزاس مرتکب شده بود پخش می‌شد و قبل از اینکه فرانتراس را ترک کنیم، یک دختر کوچک به مدت ده سال در چاپارال به طرز فجیعی مورد تجاوز قرار گرفته و به قتل رسیده‌است. رد یک دست بزرگ بر روی گلوی کوچک او نشان می‌دهد که او به عنوان مردی که چنین دستی نداشته‌است، او را درنده می‌کند. او با اختلاف بهترین مرد تحصیلکرده در شمال من بود مکزیک.»
قاضی مک‌کارتی در اواخر دهه ۱۹۷۰ به دست‌نوشته‌های او افزوده شد، «تکه‌نگاری عجیب از کرتز بالای رودخانه و شیطان میلتون» و روایت چمبرلین.
مک‌کارتی چندین بار مسیر باند گلانتون را در مکزیک دنبال کرد و به توپوگرافی و جانوران اشاره کرد. او موضوعاتی مانند باروت خانگی را مطالعه کرد تا خلقت قاضی را از سنگ‌های آتشفشانی به‌طور دقیق به تصویر بکشد.

### سبک
سبک نوشتاری مک‌کارتی شامل بسیاری از کلمات غیرعادی یا قدیمی، دیالوگ به زبان اسپانیایی، بدون علامت نقل قول برای دیالوگ، و بدون آپاستروف برای نشان دادن بیشتر انقباضات است. مصاحبه‌ای به اپرا وینفری گفت که «جملات توضیحی ساده» را ترجیح می‌دهد و از حروف بزرگ، نقطه، کاما گاه به گاه، دونقطه برای تنظیم فهرست استفاده می‌کند، اما هرگز از نقطه ویرگول استفاده نمی‌کند. او معتقد است دلیلی وجود ندارد که «صفحه را با علائم کوچک عجیب پاک کنیم». نیویورک تایمز نثر مک‌کارتی را در «مریدین خون» به عنوان «فاکنری» توصیف کرد. نثر مک‌کارتی با توصیف رویدادهای خشونت شدید، پراکنده و در عین حال گسترده‌است، با کیفیتی اغلب کتاب مقدسی و ارجاعات مکرر مذهبی.

## پذیرش و ارزیابی مجدد
نصف النهار خون در ابتدا به رسمیت شناخته نشد، اما از آن زمان به عنوان یک شاهکار و یکی از بزرگ‌ترین آثار ادبیات آمریکا شناخته شده‌است. برخی آن را رمان بزرگ آمریکایی نامیده‌اند. هارولد بلوم ، منتقد ادبی آمریکایی، نصف النهار خون را به عنوان یکی از بهترین رمان‌های قرن بیستم ستود. الکساندر هیمون آن را «احتمالاً بزرگترین رمان آمریکایی در ۲۵ سال گذشته» نامیده‌است. دیوید فاستر والاس آن را یکی از پنج رمان آمریکایی که از سال ۱۹۶۰ مورد توجه قرار نگرفته‌اند و «احتمالاً هولناک‌ترین کتاب قرن بیستم، حداقل در داستان‌های داستانی» نام برد.
مجله تایم نصف النهار خون را در «تایم ۱۰۰ بهترین رمان انگلیسی زبان از سال ۱۹۲۳ تا ۲۰۰۵» گنجاند. در سال ۲۰۰۶ ، نیویورک تایمز یک نظرسنجی از نویسندگان و منتقدان در مورد مهم‌ترین آثار داستانی آمریکایی در ۲۵ سال گذشته انجام داد و نصف النهار خون نایب قهرمان شد.

## اهمیت ادبی
در تفسیر رمان اتفاق نظر وجود ندارد و گفته شده‌است که این اثر «به نظر می‌رسد برای فرار از تفسیر طراحی شده‌است». یکی از محققان نصف النهار خون را چنین توصیف کرده‌است:
گاه غنایی، در برخی دیگر به سادگی باستانی و بازنگری، و در برخی دیگر به سختی با سواد: سبک تجزیه ای نصف النهار خون مطابق با مفروضات متعارف را به چالش می‌کشد. و این نکته است.
با این وجود، دانشگاهیان و منتقدان پیشنهاد کرده‌اند که Blood Meridian نیهیلیستی یا به شدت اخلاقی است، طنزی از ژانر وسترن یا اتهامی وحشیانه از سرنوشت آشکار. هارولد بلوم آن را «وسترن نهایی» نامید. جی. داگلاس کانفیلد آن را به عنوان «یک بیلدانگسررومن عجیب و غریب که در آن تقریباً به طور کامل از دسترسی به آگاهی قهرمان داستان محروم هستیم» توصیف کرد. ریچارد سلزر اعلام کرد که مک‌کارتی «یک نابغه است – همچنین احتمالاً تا حدودی دیوانه است." استیون شاویرو منتقد نوشت:
در کل طیف ادبیات آمریکا، فقط موبی دیک می‌تواند با مریدین خون مقایسه شود. هر دو از نظر وسعت حماسی هستند، از نظر کیهانی طنین انداز هستند، وسواس زیادی به فضای باز و زبان دارند، و در حال کاوش در فواصل ناشناخته گسترده با دقت صبورانه متعصبانه هستند. هر دو قدرت بینایی والا را نشان می‌دهند که تنها با کنایه‌های وحشیانه تر مطابقت دارد. هر دو به طرز وحشیانه ای رؤیای آمریکایی در مورد سرنوشت آشکار سلطه نژادی و گسترش بی پایان امپراتوری را منفجر می‌کنند. اما در هر صورت، مک‌کارتی با وضوحی وحشتناک تر از ملویل می‌نویسد.
- استیون شاویرو، «خواندن نصف النهار خون»

## تلاش برای اقتباس‌های سینمایی

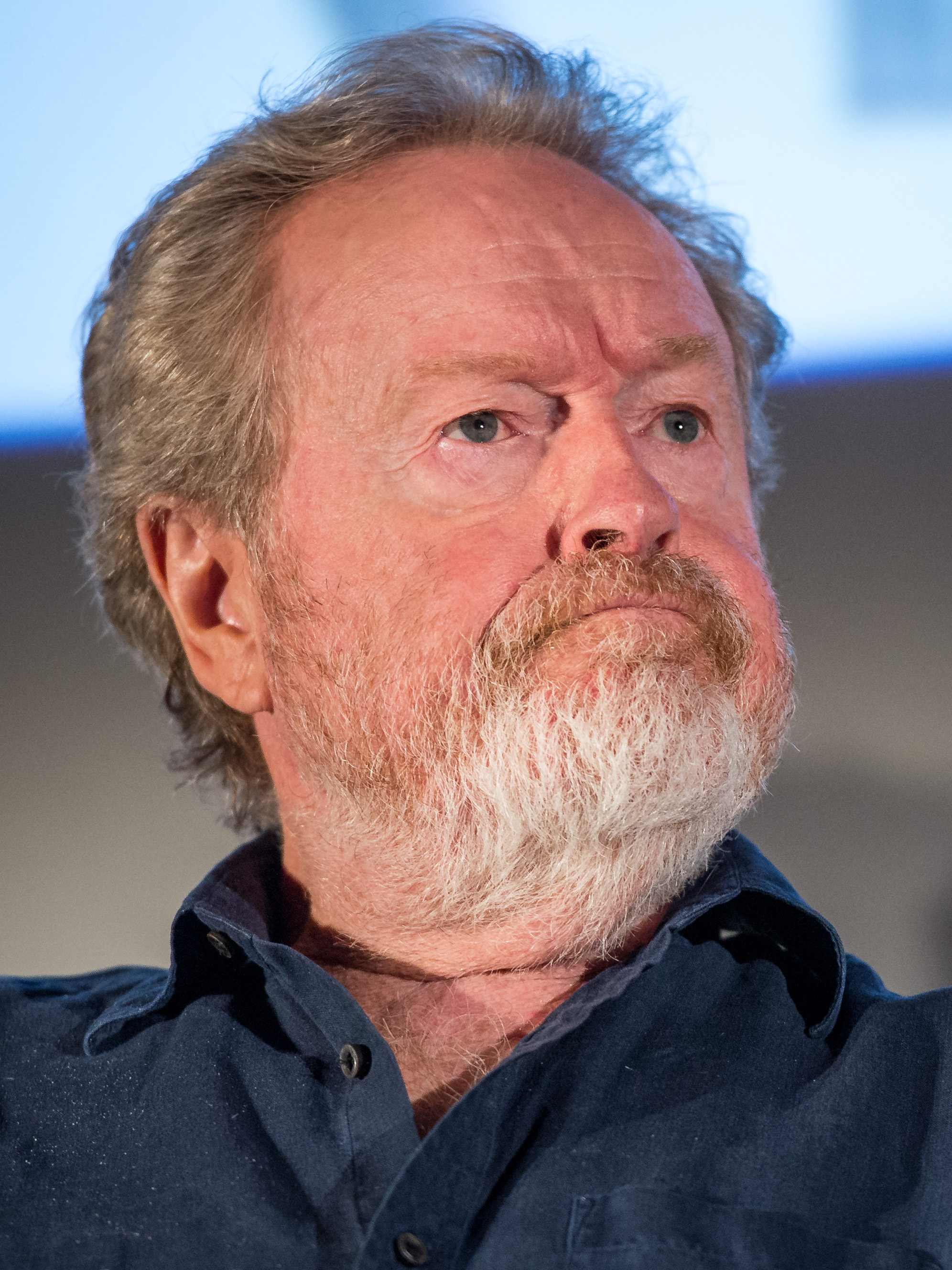
تلاش برای اقتباس از رمان توسط ریدلی اسکات در نهایت شکست خورد.

از زمان انتشار این رمان، بسیاری به پتانسیل سینمایی آن اشاره کرده‌اند. نقد نیویورک تایمز ' سال ۱۹۸۵ اشاره کرد که این رمان "صحنه‌هایی را به تصویر می‌کشد که ممکن است از صفحه فیلم خارج شده باشند". تلاش‌هایی برای ایجاد یک فیلم اقتباسی از نصف النهار خون انجام شده‌است، اما همه آنها در مراحل توسعه یا پیش تولید شکست خورده‌اند. تصور رایج این است که داستان به دلیل خشونت بی‌امان و لحن تیره‌اش «غیرقابل فیلم‌برداری» است. در مصاحبه ای با وال استریت ژورنال در سال ۲۰۰۹، مک‌کارتی این تصور را رد کرد، با دیدگاه او این که «انجام آن بسیار دشوار است و به فردی با تخیل فراوان و توپ‌های زیادی نیاز دارد. اما نتیجه می‌تواند فوق‌العاده باشد."
استیو تسیچ، فیلمنامه‌نویس، اولین بار در سال ۱۹۹۵، نصف النهار خون را به فیلمنامه تبدیل کرد. در اواخر دهه ۱۹۹۰ تامی لی جونز حق اقتباس از فیلم را به دست آورد و متعاقباً فیلمنامه Tesich را با ایده کارگردانی و ایفای نقش در آن بازنویسی کرد. به دلیل اینکه استودیوهای فیلم از خشونت کلی پروژه اجتناب کردند، تولید نتوانست جلو برود.
پس از پایان تولید برای پادشاهی آسمان در سال ۲۰۰۴ ، ویلیام موناهان، فیلمنامه‌نویس و ریدلی اسکات کارگردان، با تهیه‌کننده اسکات رودین برای اقتباس از نصف النهار خون با تأمین مالی پارامونت پیکچرز وارد بحث شدند. اسکات در مصاحبه ای با مجله Eclipse در سال ۲۰۰۸ تأیید کرد که فیلمنامه نوشته شده‌است، اما خشونت گسترده ثابت می‌کند که چالشی برای استانداردهای فیلم است. این بعداً منجر به خروج اسکات و موناهان از پروژه شد و در نتیجه یک اقتباس دیگر رها شد.

در اوایل سال ۲۰۱۱ ، جیمز فرانکو به همراه تعدادی دیگر از رمان‌های ویلیام فاکنر و کورمک مک‌کارتی، اقتباس از «مریدین خون» را در نظر داشت. پس از ترغیب اندرو دومینیک به اقتباس از رمان، فرانکو ۲۵ دقیقه فیلم آزمایشی با بازی اسکات گلن، مارک پلگرینو، لوک پری و دیو فرانکو گرفت. رودین به دلایلی نامشخص ساخت بیشتر این فیلم را تکذیب کرد. در ۵ می ۲۰۱۶، ورایتی فاش کرد که فرانکو در حال مذاکره با رودین برای نوشتن و کارگردانی اقتباسی است که قرار است در فیلم Marché du Film با بازی راسل کرو، تای شریدان و وینسنت دونوفریو آورده شود. با این حال، در همان روز گزارش شد که این پروژه به دلیل مشکلات مربوط به حقوق فیلم منحل شده‌است. 

### کتابشناسی - فهرست کتب
- کانفیلد، جی داگلاس (2001). Mavericks on the Border: Early Southwest در داستان و فیلم تاریخی. انتشارات دانشگاه کنتاکی ISBN 0-8131-2180-9.
- Daugherty, Leo (1992). "Gravers False and True: Blood Meridian as Gnostic Tragedy". Southern Quarterly. 30 (4): 122–133.
  - Shaviro, Steven (1992). "A Reading of Blood Meridian". Southern Quarterly. 30 (4).
- Shaw, Patrick W. (1997). "The Kid's Fate, the Judge's Guilt: Ramifications of Closure in Cormac McCarthy's Blood Meridian". Southern Literary Journal: 102–119.
- Stratton, Billy J. (2011). "'el brujo es un coyote': Taxonomies of Trauma in Cormac McCarthy's Blood Meridian". Arizona Quarterly: A Journal of American Literature, Culture, and Theory. 67 (3): 151–172. doi:10.1353/arq.2011.0020.

### بیشتر خواندن
- سپیچ، جان (۲۰۰۸). نکاتی در مورد مریدین خون مجموعه مجموعه نویسندگان جنوب غربی. پیشگفتار توسط ادوین تی آرنولد (ویرایش اصلاح شده و توسعه یافته). انتشارات دانشگاه تگزاس. ISBN 978-0-292-71821-0. بایگانی شده از نسخه اصلی در ۲۰۱۱-۰۴-۱۹. بازیابی شده در ۲۰۱۱-۰۴-۰۲.